# القطة في الحقيبة... (اختلال ضال)
«القطة في الحقيبة...» (بالإنجليزية: Cat's in the Bag...)‏ هي الحلقة الثانية للموسم الأول من مسلسل إيه إم سي التلفزيوني الدرامي اختلال ضال. كتبها فينس غيليغان وأخرجها آدم بيرنستاين، بُثَّت على إيه إم سي في الولايات المتحدة وكندا في 27 يناير 2008.

## وصلات خارجية
- «القطة في الحقيبة...» على إيه إم سي (بالإنجليزية)
- «القطة في الحقيبة...» على قاعدة بيانات الأفلام على الإنترنت (بالإنجليزية)